# قرية رهبان (عسير)
قرية رهبان؛ هي قرية تابعة لبلدة قنا في محافظة محايل الواقعة غرب منطقة عسير جنوب المملكة العربية السعودية.

## المعالم السياحية
أعاد بعض أفراد القرية منازلها التراثية التي يبلغ عمرها 150 سنة لتكون معلم سياحي للزوار، حيث تضمنت العديد من القطع التراثية التي 250 قطعة . 